# Covfefe

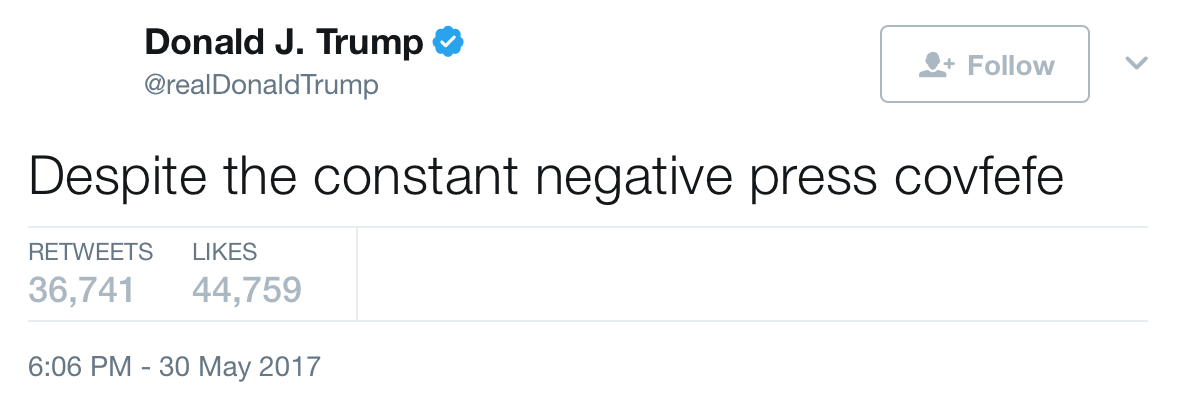
推文

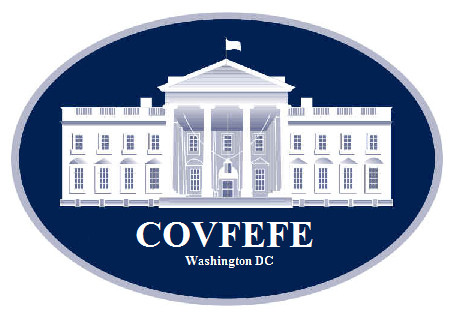
Covfefe总统，由Mike Licht创作

Covfefe（/kəvˈfeɪfeɪ, koʊˈfɛfeɪ/）是唐納·川普的一条推文中“coverage（报道）”一词的拼写错误，后来成为了网络迷因。2017年5月31日午夜（EDT）后不久，特朗普在推特上发布了一条推文“（尽管有持续的负面新闻报道）”。由于“coverage”一词的错误，该推文在数小时后被删除。但是，白宫新闻秘书肖恩·斯派塞和特朗普总统本人当天晚些时候暗示，该推文的用词是故意的。该推文在新闻和社交媒体引起了广泛关注，迅速成为病毒式传播的现象。人们将“covfefe”一词与特朗普和其他公众人物的失态及在社交媒体上犯的错误联系在一起。该推文和“covfefe”一词产生了各种文化、经济和社会影响，尤其是摩根大通2019年创立了Volfefe指数（来自“volatility”和“covfefe”）以衡量特朗普总统的推文对美国债券收益率的影响。
Covfefe推文是特朗普的“最著名”推文之一。
记者阿德里安娜·拉弗朗西斯（Adrienne LaFrance）在2019年1月为《大西洋》撰文时总结了Covfefe推文的重要意义：“Covfefe仍然是最能说明特朗普最不可思议的天赋的推文：他知道如何吸引人、如何引导和转移群众的注意力。”

## covfefe推文
在美国东部时间2017年5月31日上午12:06，特朗普发推文说：“（尽管有持续的负面新闻covfefe）”。“Covfefe”显然是“coverage（报道）”一词的拼写错误。大约六小时后，特朗普删除了该推文。

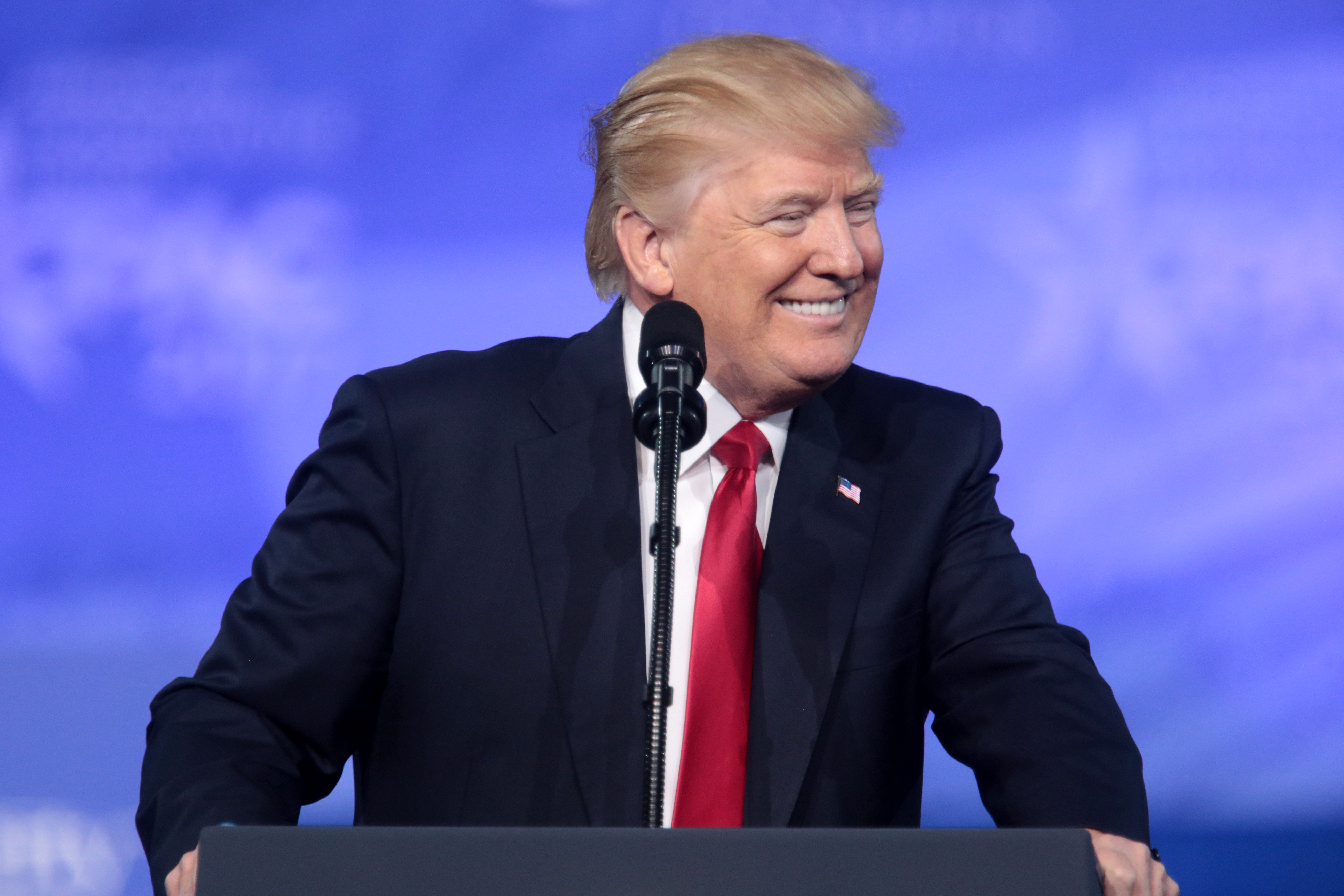
美国总统唐納·川普，2017年2月

covfefe推文迅速传播开来，并在社交媒体和新闻中产生了很多有关“covfefe”含义的笑话和猜测。到5月31日上午，covfefe推文被转发了105,000次以上，获得了148,000多个“喜欢”，并由此产生了病毒式传播的网络迷因#covfefe。在特朗普发推文的24小时内，#covfefe标签在互联网上使用了140万次。
特朗普不承认该推文有误植。相反，在删除原始推文后，特朗普在上午6:09再次发推文：“（谁能弄清楚‘covfefe’的真正含义？？？玩得开心！）”当天晚些时候，白宫新闻秘书肖恩·斯派塞暗示这则推文没有拼写错误，而是故意的：“我认为总统和一小撮人确切知道它的意思。”
5月31日，Google搜索关键词“covfefe”超过了搜索词“paris climate”（“巴黎气候”，参见巴黎協定）；特朗普在当天表示，美国可能退出《巴黎協定》。
2018年5月，特朗普总统在白宫关于听觉幻觉Laurel或Yanny爭論的视频中提到并发音了该词。在视频即将结束时，特朗普说：“我只听得到‘covfefe’。”
《华盛顿邮报》的分析师菲利普·邦普（Philip Bump）在2019年7月写道，covfefe推文这段插曲在特朗普总统拒绝承微小的错误陈述中很有代表性。媒体界的其他特朗普批评者也表达了类似的观点。

## 影响
Covfefe迷因在文化、语言和商业方面产生了多种后续影响。2018年5月，在纪念Covfefe推文发布一周年之际，《今日美國》一篇文章指出：“不过总统是否知道他对美国文化所做的贡献？迷因。歌曲。笑话。”

### 语言和政治
在推文发布之日，市井词典（Urban Dictionary）添加了“covfefe”词条，定义为：“（它就是covfefe的字面意思。）”2017年6月，流行的单词游戏Words with Friends在词典中添加了“covfefe”。两年后，另一拼字游戏Scrabble仍没有效仿该做法，希拉里·克林顿借此挖苦了一番特朗普。
2017年10月，Dictionary.com宣布“covfefe”在其“查询无匹配”列表中排名最高，即用户搜索的单词没有相应的词条。2018年10月，《布鲁尔短语和寓言词典》（Brewer's Dictionary of Phrase and Fable）在其第20版中添加了“covfefe”条目。
2017年12月，蘇必利爾湖州立大學将“covfefe”列入了“第43届年度因滥用、过度使用和普遍无用而被逐出女王英语单词排行榜”。该大学的发言人指出，该词“成为了社交媒体错误的简称”。
公共话语中，现在“covfefe”一词常用于讨论公众人物、企业和组织的失言。在唐纳德·特朗普后来的拼写错误和失言中，“text massages“（应为“text messages”，即“文本信息”；误作“文本按摩”）、“President Of The Virgin Islands”（“维尔京群岛总统”，但美屬維爾京群島为美国属地，其“总统”实为特朗普本人）、“the oranges of the investigation”（应为“the origins of the investigation”，即“调查的源头”；误作“调查的橙子”）、“smocking gun”（应为“smoking gun”，意为“确凿的证据”）、“hamberders”（应为“hamburgers”，即漢堡包）、“Melanie”（应为“Melania”，特朗普夫人梅拉尼娅·特朗普的名字）、“Prince of Whales”（应为“Prince of Wales”，即“威爾士親王”；误作“鲸鱼亲王”）、“global waming”（应为“global warming”，即全球变暖）等，均被与covfefe推文比较。

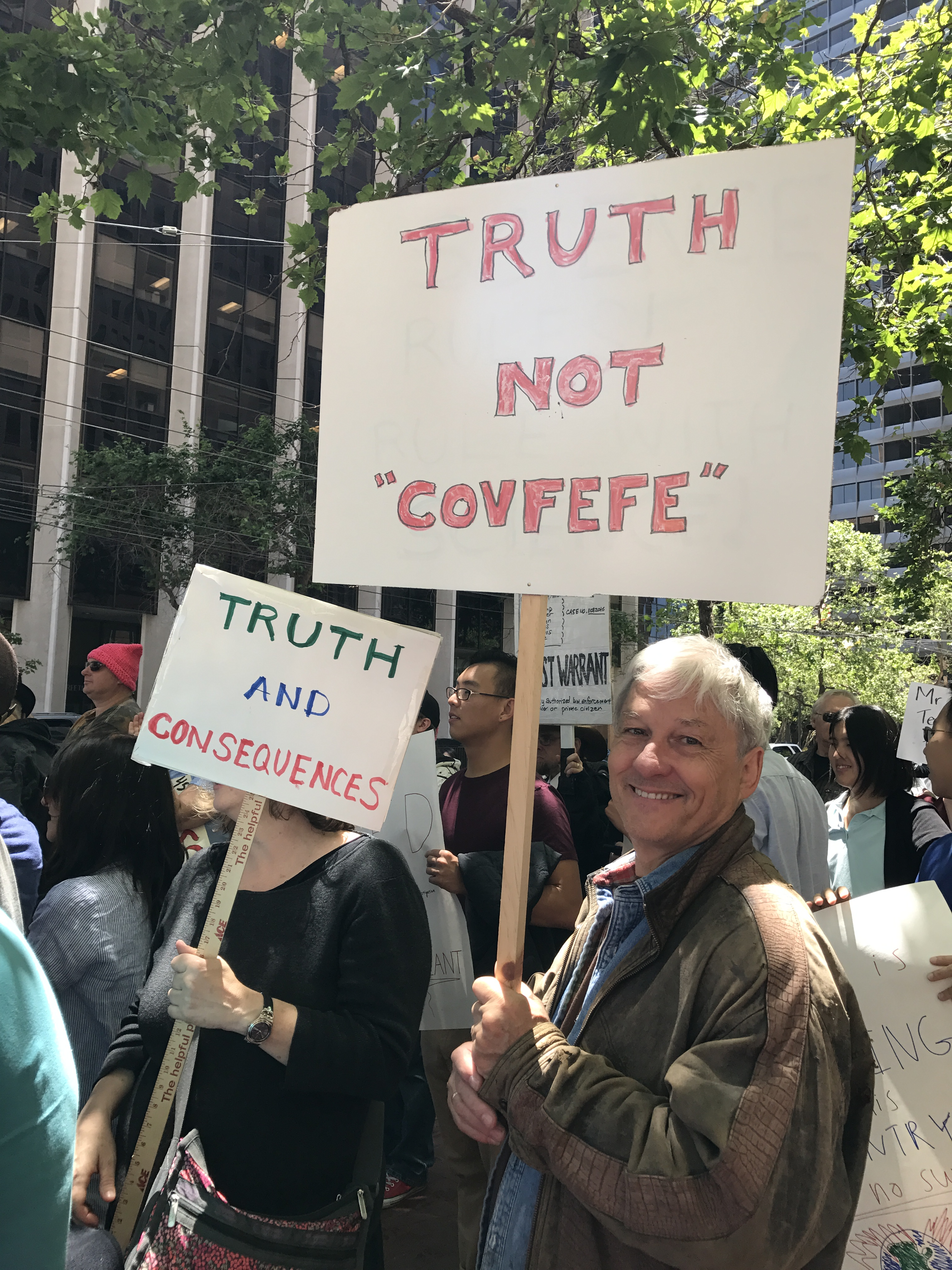
示威者举着“要真相不要‘ Covfefe’”的标语。

乔·拜登、麦当劳、印度财政部、菲律宾总统罗德里戈·杜特尔特、印度作家和政治家Shashi Tharoor、英国记者安德鲁·玛尔、俄罗斯前总统德米特里·梅德韦杰夫和漢堡王犯的错误也引起了媒体将其与covfefe的比较。
“covfefe”的其他用法包括利用其与“coffee”一词相似性的文字游戏。例子包括一家名为“Covfefe Café”的咖啡店、一种名为「"No Collusion" Russian Imperial Coffee "Covfefe" Stout」的啤酒、各种Covfefe咖啡饮料、含酒精的咖啡鸡尾酒“Covfefe”、Amul制作的咖啡和茶广告、亲特朗普政府的咖啡品牌“Covfefe Coffee”等。
反对特朗普的抗议者在各种活动中也使用covfefe主题的标志。
汤姆·尼科尔森（Tom Nicholson）在《时尚先生》2018年12月的一篇文章中，将Covfefe列为唐纳德·特朗普的“语言胜利”前5名中的第1名，副标题为“现在很难想象没有‘covfefe’的字典。”

### 法律
2017年7月12日，美国众议员麥克·奎格利提出了HR2884《以参与为目的的各种电子渠道通讯法案》（The Communications Over Various Feeds Electronically for Engagement Act），简称“COVFEFE法案”（COVFEFE Act）。该法案将要求国家档案局存档美国总统的社交媒体帖子。该法案已于同日提交众议院监管和政府改革委员会审议，但议会没有采取进一步行动。

### 商业
Covfefe推文很快催生了各种商品，例如T恤、咖啡杯、帽子、包等，上面写有与Covfefe相关的文字。
Covfefe启发了一些棋盘游戏、一个咖啡因追踪应用程序、拼图、礼物、厕纸等产品。

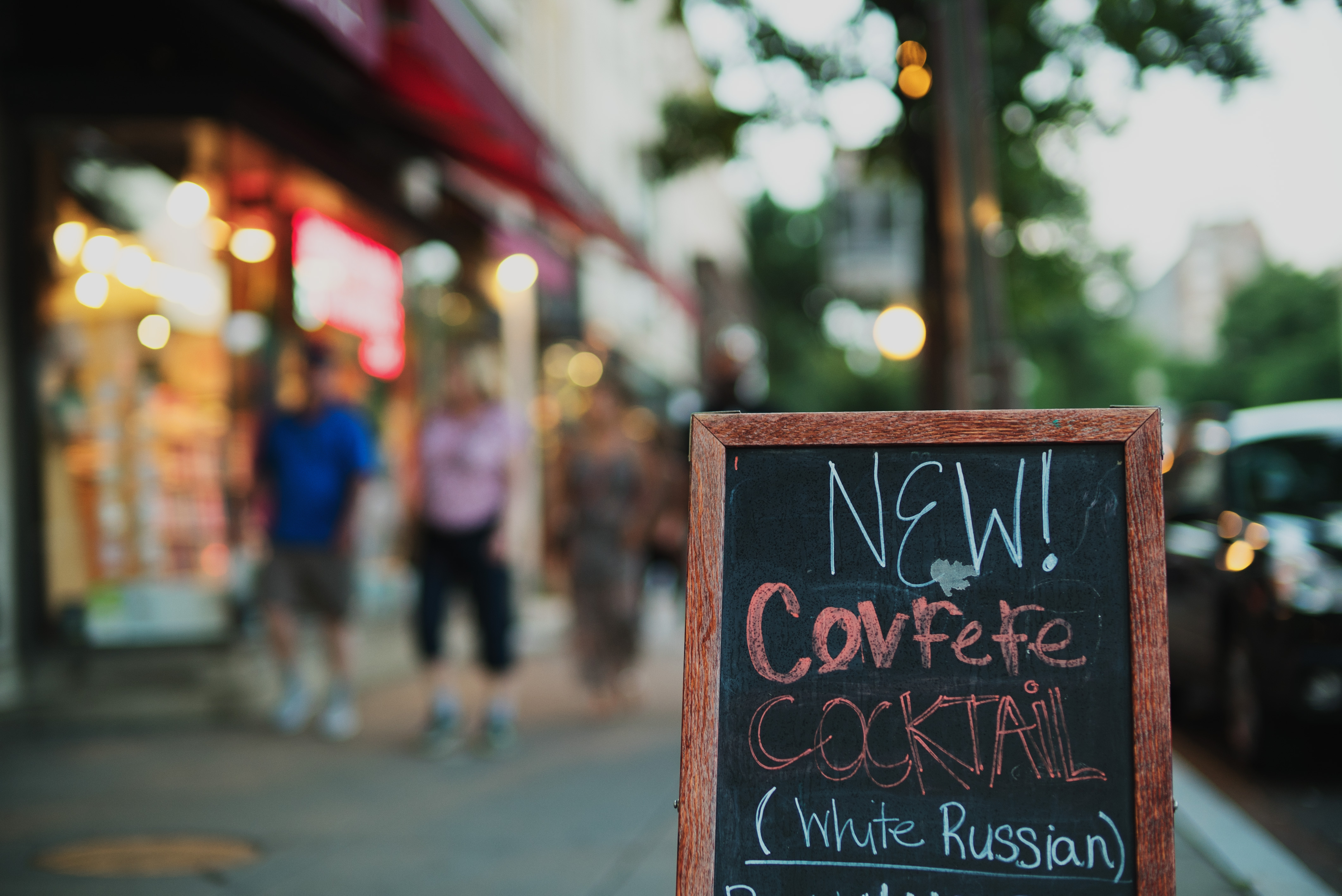
咖啡店给Covfefe鸡尾酒做广告。

2018年，一个称为Covfefe的Google Chrome扩展程序允许Twitter用户更正早期推文中的拼写错误。
在2019年1月，由一些保守的评论员推广的亲特朗普的咖啡品牌“Covfefe Coffee”被亚马逊撤下了广告，原因是广告中使用了美国国旗。
截至2019年3月，美国专利及商标局收到了至少40项covfeve主题商品的商标申请，但这些申请均未获批准。美国商标审理与上诉委员会于2019年1月做出的一项决定，维持对其中一项申请的拒绝，结论是，“covfefe”一词在各种情况下都过于常用，因此不能作为任何特定产品的注册商标。
2019年9月，摩根大通创立了一个“Volfefe指数”，用以衡量特朗普总统的推文对美国债券收益率的影响。其名称是受了Covfefe推文的启发，名称“volfefe”是单词“volatility（波动性）”和“covfefe”的组合。
到2018年2月，美国21个州的居民，包括唐纳德·特朗普的支持者和反对者，都获得了定制的“Covfefe”车牌。喬治亞州禁止在自选车牌上使用该词。

### 体育
一只名为Covfefe的纯种賽馬在2018–2019年赢得了数项重要比赛。Covfefe是出生于2016年的棗色雌马。她是冠军赛马Unbridled的後代。

### 文学、艺术和娱乐
2018年，一名特朗普批评者纳杰·马希尔（Najah Mahir）出版了一本书《The Ransom that Lies Demand: We the People and "Covfefe"》（谎言索要的赎金：我们人民与“Covfefe”），被出版商描述为“一本非小说类书籍，它大胆地成为了获取知识和自由的运动的一部分，同时拒绝了种族主义和有害的意识形态”。
由Paradox Interactive在2016年5月创建的游戏Stellaris，将“Covfefe”星系名作为游戏中的彩蛋。
游戏《我的世界》的标题画面可能出现“The true meaning of covfefe（covfefe的真正含义）”文本。
美国艺术家戴安娜·魏玛（Diana Weymar）于2018年1月启动了一个公共艺术项目，记录了特朗普的推特“灾难现场”，其中包含了covfefe主题的艺术作品。
纺织艺术家Polly Webber于2018年12月的一个艺术地毯设计“Caught in the Covfefe”以移民为主题，“描绘了一名边境巡逻人员从一名无证件的母亲那里带走一名年轻女孩，母亲用西班牙语恳求‘不要带走我的女儿！’”
在2019年，《鲁保罗变装皇后秀》的化妆师为表演设计了一个假发，名为“Covfefe”。
《每日秀》的一个项目“唐纳德·J·特朗普总统推特文库”（The Donald J. Trump Presidential Twitter Library）中有一个作品是covfefe推特的截图。
2018年12月，埃德·马丁（Ed Martin）发行了一本成人填色书《Covfefe Christmas Coloring Book Comic with song》。
YouTube有许多“Covfefe歌曲”的视频。
费城诗人詹姆斯·费希塔勒（James Feichthaler）的一首诗《The Rise of the COVFEFE》（COVFEFE的兴起）受到了covfefe推文的启发。

### 学术研究
许多学术论文讨论了Covfefe推文与特朗普总统对使用社交媒体的使用的关系，及其对语言和文化的相应影响。

### Truth Social
在创建自己的社交网络Truth Social后，特郎普表示他将继续将Truth Social作为他的主要社交媒体平台。 2022 年 4 月 29 日，特朗普在Truth Social的第二篇帖子中使用了Covfefe迷因，写道“I'M BACK! #COVFEFE”。